# Дармохід Марія Йосипівна
Марія Йосипівна Дармохід (нар. 5 січня 1954, с. Заривинці, Україна) — українська педагогиня.

## Життєпис
Марія Дармохід народилася 5 січня 1954 року в селі Заривинці Бучацького району Тернопільської области України.
Закінчила Львівський університет (1976).
Працювала учителькою української мови та літератури в Хоньковецькій середній школі Вінницької области (1976); вихователькою Бучацького ССПТУ № 26 (1977—1978), учителькою української мови та літератури Бучацької школи-інтернату (1978—1995) та гімназії імені В. Гнатюка (1995—2016).

## Доробок
Співавтор посібника «Літературна Тернопільщина», I випуск, навчального посібника «Зовнішнє оцінювання з української літератури». Розробки уроків друкували у збірнику «Література рідного краю».

## Відзнаки
- Заслужений вчитель України (2016),
- Подяка Міністерства освіти і науки, молоді та спорту України, Подячний лист (м. Київ, 2012),
- грамоти Тернопільської обласної державної адміністрації, Бучацької районної держадміністрації.